# TivuItalia
TivuItalia è stato un circuito televisivo italiano nazionale nato nel 1985, il cui nome è stato in seguito riutilizzato per un multiplex digitale terrestre attivo tra il 2009 e il 2014.

## Storia
TivuItalia nacque il 4 novembre 1985 per iniziativa di tre imprenditori, Angelo Samperi (fratello del celebre regista Salvatore Samperi), Enrico Darin e Maurizio Loria, i quali intendevano questo nuovo circuito come un esperimento sulla "possibilità di coniugare le esigenze di buoni programmi e di pubblicità nazionale, alla possibilità delle emittenti regionali di rimanere regionali, quindi legate fortemente al territorio, e di fare informazione locale". Ad aderire al circuito furono diverse note TV regionali, alcune delle quali avevano ripetuto Retequattro durante la gestione Mondadori (tra il 1982 e il 1984): si tratta di 14 emittenti con forte caratterizzazione locale, alle quali il circuito annunciò un pacchetto di 1400 ore di programmazione annue per quattro ore al giorno prelevate da Rete Italia, società del gruppo Fininvest. Ne fecero parte dalla fine del 1986: Quinta Rete (Piemonte), Telelombardia, Canale 7 (Liguria), RTR (Veneto), Telecentro (Emilia Romagna), Tele Libera Firenze (Toscana), Teleroma 56 (Lazio), Telemare (Abruzzo), Telestudio 50 (Campania), Teleregione Color (Puglia), Telespazio Calabria Terzarete, TRM (Palermo), Video 3 (Catania) e la Voce Sarda.
La prima concessionaria pubblicitaria fu la STP-Radiovideo (proprietaria anche del principale circuito nazionale indipendente di quel periodo, Euro TV), poi sostituita entro il 1989 dalla concessionaria interna Italia Pubblicità.
La programmazione di Tivuitalia inizialmente attingeva a piene mani dagli archivi di Reteitalia (gruppo Fininvest): il circuito offriva agli associati circa quattro ore giornaliere di programmi, con possibilità di replica da parte delle tv affiliate. Tra i programmi degli inizi spiccano la rubrica scientifica Energie, trasmissioni sportive come Gillette World Sport Special e il notiziario Teledomani condotto da Sandro Paternostro via satellite da Londra, Gli speciali di TivuItalia, le soap opera Ai confini della notte e Dancin' Days, il telefilm Storie di donne e la sitcom I ragazzi del sabato sera, oltre a vari cartoni animati. Oltre a ospitare programmi che già avevano caratterizzato i palinsesti di Retequattro, Canale 5 e Italia 1, Tivuitalia pubblicizzava con una certa frequenza diverse società appartenenti al gruppo Fininvest, tanto da poter essere scambiata per un'emittente di proprietà della holding di Silvio Berlusconi. Esclusi alcuni programmi in onda in tutta Italia agli stessi orari e nelle stesse giornate, il palinsesto era alquanto flessibile e ogni emittente affiliata lo mandava in onda in base alle proprie esigenze di programmazione, con il logo "Tivuitalia" impresso in basso a sinistra sullo schermo. Negli anni a venire il palinsesto divenne più rigido e uniforme; il circuito incrementò la propria offerta e aumentò la sua diffusione mediante l'ingresso di nuove emittenti affiliate.
Nel 1991 il circuito si rinnovò, introducendo anche un diverso logo di rete, e annunciò nuovi programmi: tuttavia solo alcuni di essi furono effettivamente proposti, mentre altri finirono nel palinsesto di Odeon TV, rilevata nello stesso anno dall'editore Samperi. Il primo nuovo programma autoprodotto, in onda da ottobre 1991, fu il talk show di seconda serata Conviene far bene l'amore, condotto da Debora Caprioglio; in questo periodo la programmazione comune durava circa sei ore al giorno, dalle 18 alle 24 circa.
Tra il 1993 e il 1994 la collaborazione tra Samperi e l'editore di Cinquestelle Francesco Grandinetti portò alla nascita del gruppo RTA (Reti Televisive Associate): tale associazione comprendeva le syndication di Tivuitalia, Odeon TV e Cinquestelle e aveva l'obiettivo di creare un nuovo "polo televisivo" attraverso l'integrazione nella gestione e nella programmazione di questi tre circuiti. Partecipò all'iniziativa anche la società WBSD, rappresentante della Warner Bros. in Italia, che fornì il suo catalogo di film e telefilm; la stessa società tuttavia nel 1994 preferì stringere un accordo di esclusiva con il circuito Italia 7 (che sarà però dissolto dopo un breve periodo). Appartengono al periodo della gestione RTA i programmi condotti da Gianfranco Funari Quarta generazione, Andiamo in collegio, Tè per due e Funari Live. Andarono in onda anche molti altri programmi di intrattenimento che già caratterizzavano i palinsesti di Odeon TV e Cinquestelle, fra cui Per amore - Dove porta il sentimento condotto da Barbara D'Urso.
Tivuitalia cessò le proprie trasmissioni nel 1998, anno che vide anche la chiusura di RTA.
Tra il 1999 e il 2000 il gruppo Profit di Raimondo Lagostena (già proprietario di varie emittenti locali e interregionali quali Telereporter e Telecampione) acquisì, oltre ai circuiti Odeon TV e JTV (ex Junior TV), anche il marchio e la dorsale di interconnessione di Tivuitalia. Mentre fu tentato, e in parte eseguito con successo, un rilancio di Odeon TV, JTV fu presto portata alla chiusura definitiva (nel 2003) e Tivuitalia finì per proporre solo televendite. Infine, a causa delle difficoltà economiche, legali e gestionali del gruppo Profit, Tivuitalia fu ceduta nell'ottobre 2009 alla società Screen Service Broadcasting Technologies: le trasmissioni cessarono e le frequenze vennero convertite per la realizzazione di un multiplex digitale terrestre che affittasse la propria banda a terzi, noto in seguito come mux TivuItalia.
Il multiplex di TivuItalia, attivato infine nell'estate 2010, ha sofferto di varie difficoltà dovute prevalentemente alla sua scarsa copertura (al 2013, secondo il sito ufficiale, veniva raggiunto circa il 73% della popolazione, contro l'oltre 90% degli altri multiplex nazionali), con conseguenti difficoltà nell'affitto della banda trasmissiva. Infine a luglio 2014 la società TivuItalia S.p.A. è stata ammessa al concordato preventivo e le frequenze sono state cedute al gruppo di Canale Italia, che le ha utilizzate per la strutturazione del suo secondo multiplex interregionale (rimasto a sua volta in onda fino al 2021, quando è stato spento in occasione del refarming delle frequenze televisive terrestri).

## Alcuni programmi andati in onda
- Gli speciali di TivuItalia
- Energie, rubrica scientifica
- Teledomani, notiziario condotto da Sandro Paternostro
- World sport special, settimanale sportivo Gillette
- Conviene far bene l'amore, condotto da Debora Caprioglio
- Quarta Generazione, condotto da Gianfranco Funari
- Funari Live
- Andiamo in collegio
- L'edicola di Funari
- Tè per due
- Spaghetti Adventure, ciclo di film
- Quel fenomeno di Jerry Lewis, ciclo di film
- Ispettore Maggie, telefilm
- Navy, telefilm
- The Ghost Busters, telefilm
- Ivanhoe, telefilm
- Ironside, telefilm
- Dalle 9 alle 5, orario continuato, sitcom
- College Henry & Kip, sitcom
- Laverne & Shirley, sitcom
- Ai confini della notte, soap opera
- I Ryan, soap opera
- Storie di donne, telefilm
- I ragazzi del sabato sera, sitcom
- La terra dei giganti, telefilm
- La squadriglia delle pecore nere, telefilm
- Marron glacè, telenovela
- Marina, telenovela
- Piume e Paillettes, telenovela
- Fiore selvaggio, telenovela
- Veronica, il volto dell'amore, telenovela
- Per Elisa, Telenovela
- Avenida Paulista, telenovela
- La schiava Isaura, telenovela
- Il paradiso del male, telenovela
- Amandoti, telenovela
- Dancin' Days, telenovela
- Baldios - Il guerriero dello spazio, cartone animato
- Il magico mondo di Gigì, cartone animato
- Sealab 2020, cartone animato
- La regina dei mille anni, cartone animato
- God Mars, cartone animato

## Emittenti affiliate
Della syndication TivuItalia facevano parte le seguenti emittenti locali:
- Telecittà
- Canale 7
- Telelombardia
- TV Libera Lombarda
- Norditalia 9
- Telepadova
- Telenuovo
- Rete 37
- Rete 7
- VideoNord
- Rtr
- Telesanterno
- Romilia
- Rete 8

- Tele Libera Firenze
- Teleroma 56
- Telesalute (ex Video 1)
- RTM
- Telemare
- Teleabruzzo Regionale
- TeleStudio50
- TeleOggi
- Telelibera 63
- Teleregione Color
- TeleBari
- Televisione Radio del Mezzogiorno
- TeleSpazio Calabria 1
- Telerent
- Tele Radio Mediterraneo
- La Voce Sarda
- Telesiciliacolor